# Amr ibn Adí
Amr (I) ibn Adí ibn Nasr ibn Rabia (àrab: عمرو بن عدي بن نصر بن ربيعة, ʿAmr b. ʿAdī b. Naṣr b. Rabīʿa), més conegut simplement com a Amr ibn Adí, fou el primer rei làkhmida de Hira, que regnà suposadament entre els anys 268 i 288.
Les llegendes àrabs en parlen i diuen que el seu pare Adí va utilitzar un estratagema per obtenir la mà de Raqaix, germana de Jadhima al-Àbraix, el rei tanúkhida, del qual era parent. Amr, fruit de la unió, va guanyar el favor de Jadhima. Aquest fou seduït i mort per az-Zabba, suposadament la reina Zenòbia de Palmira, i Amr va pujar al tron dels làkhmides i va establir la capital a Hira. Segons la llegenda, amb ajut del savi Kusayr i mitjançant un ardit, va venjar el seu oncle i va matar az-Zabba.
La seva existència real no està en dubte, ja que apareix a la inscripció de Namara. Les llegendes li atribueixen un regnat de 118 anys, però Caussin de Perceval situa el seu govern entre el 268 i el 288. El va succeir el seu fill Imru-l-Qays ibn Amr (288-328).